# Sulfasalazin
Sulfasalazin (SSZ) (obchodní názvy: USA: Azulfidine; Evropa : Salazopyrin EN, Sulfasalazin K, Sulazine) je léčivá látka, která má protizánětlivý účinek, který se využívá v léčbě onemocnění jako jsou:
- zánětlivé změny střev zejména v oblasti tlustého střeva (např. proktokolitida, ulcerózní kolitida, Crohnova choroba)
- revmatoidní artritida neboli arthritis rheumatica.

Sulfasalazin byl vyvinut před cca 70 lety v rámci vývoje léčiv určených pro léčbu revmatoidní artritidy jako antibiotikum, protože ve 30. a 40. letech stále platila hypotéza o bakteriální etiologii revmatoidní artritidy (dnes je revmatoidní artritidu řazena mezi tzv. autoimunitní onemocnění).
Chemicky je sulfasalazin sulfonamidem, který je azosloučeninou antibiotické látky sulfapyridin spolu s kyselinou 5-aminosalicylovou. Důležitým chemickým metabolitem sulfasalazinu je právě kyselina 5-aminosalicylová (5-ASA) známá též pod názvem mesalazin, který je vlastní účinnou protizánětlivou látkou. Mesalazin je dostupný v podobě samostatného léčiva (obchodní značky: Apriso, Asacol, Asacolon, Canasa, Ipocal, Lialda, Mesacol, Mesacron, Mezavant XL, Pentasa, Rowasa ), které je určené pro stejné indikace zánětů v oblasti tlustého střeva (nebo oblasti jeho spojení s tenkým střevem) jako sulfasalazin, ale na rozdíl od něho se vyznačuje lepší snášenlivostí díky chybějícímu metabolitu sulfapyridinu – viz níže.

## Indikace
Sulfasalazin patří mezi léčiva zařazená do skupiny DMARDs tj. Disease-modifying antirheumatic drugs, tedy léčiv, mající antirevmatické účinky. Uplatňuje se proto v léčbě artritid na zánětlivém podkladu (mj. kromě revmatoidní artritidy se hodí i pro léčbu psoriatické artritidy).
Mezi jeho další základní indikace patří již zmiňované střevní záněty s preferovanou lokalizací v tlustém střevě nebo v jeho rozhraní s tenkým střevem. Patří sem Crohnova nemoc, proktokolitida, ulcerózní kolitida aj.
Zajímavou potenciální indikaci odhalili britští výzkumníci, kteří v nedávných studiích prováděných na myších a nověji rovněž na pacientech, léčených z onemocnění spojených s chronickým alkoholismem, zjistili schopnost sulfasalazinu obnovit zjizvenou jaterní tkáň u jaterní cirhózy. Sulfasalazin snad hraje roli inhibitoru vylučování specifické bílkoviny z myofibroblastu, která posiluje procesy fibrotizace (zjizvení) tkáně jater. Předpokládaný mechanismus spočívá v tom, že sulfasalazin se dokáže podílet na inhibici κB kinázy, která aktivuje produkci tzv. itóových buněk- ty se podílejí na patologické fibrotizaci (zjizvení) jaterní tkáně. K příspěvku sulfasalazinu v léčbě jaterní cirhózy se vyjadřuje studie Univerzity v Newcastlu (viz zdroj)
Další užitečnou indikací sulfasalazinu je kopřivka, která nereaguje na antihistaminika - idiopatická urtikárie (idiopatický = bez poznané příčiny).
Sulfasalazin v indikaci jemu příslušejících střevních zánětů má spíše klesající trend, protože jeho metabolit sulfapyridin má nežádoucí účinky jako jsou agranulocytóza a pokles počtu spermií. Nicméně, jeho druhý metabolit kyselina 5-aminosalicylová (5-ASA) neboli již zmiňovaný mesalazin je díky své lepší snášenlivosti standardnějším léčivem pro příslušné indikace.

## Mechanismus účinku
Základní farmakokinetickou vlastností předurčující uplatnění sulfasalazinu resp. jeho metabolitu mesalazinu k léčbě jemu příslušejících střevních zánětu, je skutečnost malé absorpce lečiva a jeho vyšší přirozená koncentrace v tlustém střevě.

### Střevní záněty
U Crohnovy choroby, ulcerózní kolitidy, proktokolitidy je podstatný přímý kontakt léčiva se zanícenou střevní tkání, kde dochází po styku s léčivem k redukci syntéz různých mediátorů zánětu mezi které patří např. eikosanoidy a zánětlivé cytokiny. Sulfasalazin stejně jako glukokortikoidy (jiná skupina léčiv využívaná u střevních zánětů) nemá imunosupresivní účinky (nepotlačuje imunitu).

### Revmatoidní artritida
Přesný způsob účinkování sulfasalazinu v léčbě tohoto onemocnění není znám. Vzhledem k malé absorpci léčiva ze střeva je zvláštní, že lék účinkuje na úrovni kloubů a dalších vnitřních tkání. Existuje hypotéza, že revmatoidní artritida je teprve druhotným projevem nerozpoznané ulcerózní kolitidy, která je zvládnutá léčbou sulfasalazinem. Na druhou stranu sulfapyridin se vstřebává do krve znatelně více, je proto možné, že je to právě tento metabolit, který ovlivňuje projevy revmatoidní artritidy.

## Vedlejší účinky
Úplný seznam vedlejších účinků je uveden v sekci vnějších odkazů.
Vedlejší účinky jsou spojeny s přítomností více než 50 μg/l sulfapyridinu v séru. Hladina tohoto metabolitu v krvi by měla být kontrolována každé 3 měsíce.
Mezi vzácnější, ale přitom vážnější vedlejší účinky patří:
- deprese
- dočasná neplodnost[4]
- trombocytopenie[5]
- deficit folátů (podmíněno tím, že sulfasalazin je inhibitorem reduktázy dihydrofolátu), což může vést k megaloblastické anémii[5]
- hemolytická anémie u nemocných s nedostatkem G6PD[6]